# Emily's List

Logo d'EMILY's List.

La liste EMILY ou EMILY's List est un comité d'action politique aux États-Unis qui a pour but l'aide à l'élection de femmes progressistes pro-choix. Elle fut fondée par Ellen Malcolm en 1984.
Le nom EMILY est un acronyme pour « Early Money Is Like Yeast » provenant du dicton politique américain « Early money is like yeast, because it help to raise the dough »(« L'argent au début, c'est comme la levure, car il contribue à élever la pâte »). Il s'agit d'un jeu de mots puisqu'en anglais, dough veut à la fois dire « pognon » et « pâte ». Ce proverbe fait référence à une convention de collecte de fonds politiques : ceux qui reçoivent un grand nombre de dons tôt dans la campagne ont un avantage énorme sur leurs adversaires et peuvent attirer d'autres soutiens potentiels.
Bien que cette version soit contraire aux faits, il n'est pas rare d'entendre que EMILY's List a été baptisé ainsi en référence à une personne prénommée Emily.

## Historique
La Liste EMILY fut fondée en 1984, par 25 femmes en réunion au sein de la maison de Ellen Malcolm. Leur but était de former un réseau social en vue de collecter de l'argent pour les candidates pro-choix. Le réseau fut conçu pour fournir à ses membres des informations sur les candidates et les encourager à financer les candidatures de ces dernières.
La liste EMILY compte aujourd'hui environ 3 millions de membres aux États-Unis. Depuis sa fondation en 1984, la liste EMILY a collecté environ 240 millions de dollars pour aider à l'élection de 71 femmes démocrates pro-choix à la Chambre américaine, 13 au sénat américain, et 8 gouverneures. Durant ces 23 années, la liste EMILY a de plus aidé à l'élection de centaines de femmes démocrates pro-choix à des postes fédéraux, étatiques ou locaux.
En 1986, la liste EMILY fut impliquée dans l'élection de Barbara Mikulski dans l'État du Maryland, la première femme démocrate élue au Sénat américain.
En 2004, le groupe aide à l'élection de 5 nouvelles femmes démocrates pro-choix à l'U.S. House.
En 2005, la liste EMILY célèbre son 20e anniversaire par un gala à Washington (district de Columbia). Parmi les orateurs du gala se trouvent la nouvelle élue du congrès Gwen Moore (Wisconsin), la sénatrice Barbara Mikulski (MD), et la gouverneure Jennifer Granholm (Michigan).
De plus, en 2005, Ellen Moran fut directeur pour la seconde fois et mena le plus grand comité d'action politique du pays avant de devenir l'une des directeurs de communication de Barack Obama.
En 2006, le groupe aida l'élection de 8 nouvelles femmes démocrates pro-choix à l'U.S. House, ce qui fut la seconde plus grande entrée de femmes à ce poste dans l'Histoire. La réélection de toutes les sénatrices puis l'élection supplémentaire de la sénatrice Claire McCaskill et de la sénatrice Amy Klobuchar font grimper le nombre de femmes au Sénat à un nouveau record de 16. Pour l'élection de 2006, la liste EMILY réussit à récolter environ 46 millions de dollars pour les candidates en lice, ce qui fut la plus grosse mobilisation d'argent ayant pour cible cette élection d'après l'organisme Political Money Line, qui est une source d'information indépendante à propos des budgets de campagnes électorales.
Le 20 janvier 2007, la liste EMILY soutint Hillary Clinton pour la présidentielle. Le soutien survint quelques heures après que la sénatrice Hillary Clinton eut annoncé qu'elle souhaitait former un comité d'approfondissement sur des sujets défendus par la liste EMILY lors de sa course à la présidentielle. Au cours des primaires démocrates, lorsque l'organisation pro-choix NARAL soutint Barack Obama au lieu d'Hillary Clinton, la liste EMILY émit de fortes critiques. Sa présidente Ellen Malcolm déclara, « Je pense que cette décision est profondément irrespectueuse pour la sénatrice Clinton, qui a œuvré pour la nomination de personnes ayant défendu, avec éloquence, l'importance de protéger le droit à l'avortement devant la Cour Suprême. Cela est certainement déconcertant pour les élus qui se battent pour ces droits, et attendent en retour que la communauté les soutiennent ». À la fin des primaires, la liste EMILY reporta son soutien à Barack Obama et fut critique envers le duo John McCain/Sarah Palin.
En octobre 2017, après l'élection de Donald Trump et la mobilisation féministe qui s'ensuit, l'association annonce avoir déjà reçu 16 000 demandes préliminaires de soutien pour les élections de 2018 (contre moins d'un millier pour 2016).
En octobre 2023, la présidente d'Emily's List, Laphonza Butler est nommée par le gouverneur californien Gavin Newsom pour remplacer Dianne Feinstein au Sénat américain après le décès de cette dernière.

## Groupes similaires
Des groupes similaires se sont formés sur les mêmes lignes que la liste EMILY, avec de petites différences. Ainsi, The Wish List est un plus petit groupe qui soutient les femmes républicaines pro-choix (WISH étant un acronyme pour « Women in the Senate and the House »). En 1994, Joan Kirner créa une organisation similaires en Australie sous le nom de Emily's List Australia.